# Samsung Galaxy Y 2
De Samsung Galaxy Y 2 (ook wel bekend als Samsung Galaxy Y Duos) is een smartphone van het Zuid-Koreaanse concern Samsung en werd in december van 2011 aangekondigd. De telefoon wordt in het zwart in Nederland verkocht.

## Software
Het toestel maakt gebruik van het besturingssysteem Android versie 2.3 (ook wel "Gingerbread" genoemd). De Galaxy Y Duos kan via Samsung Kies gesynchroniseerd worden met de pc. Net zoals HTC en Sony, legt Samsung over zijn smartphone de eigen grafische gebruikersinterface TouchWiz heen.

## Hardware
Het toestel heeft een tft-lcd-touchscreen met een schermdiagonaal van 8 cm en een resolutie van 240 x 320 pixels, waardoor de pixeldichtheid uitkomt op 127 ppi. Het scherm kan 262 duizend kleuren weergeven. De Y 2 heeft een singlecore-processor van 832 MHz met een werkgeheugen van 290 MB. Het toestel heeft 160 MB aan opslaggeheugen en een microSD-kaart-slot voor een microSD-kaart tot een maximumcapaciteit van 32 GB. Het ontwerp van de Y 2 lijkt op de Galaxy S II door de hoekige, plastic behuizing afgewerkt met een metalen rand. De telefoon beschikt over dualsimfunctionaliteit, waardoor er twee simkaarten in de telefoon passen.